# Принстон (Міссурі)
Принстон (англ. Princeton) — місто (англ. city) в США, в окрузі Мерсер штату Міссурі. Населення — 1007 осіб (2020).

## Географія
Принстон розташований за координатами 40°23′47″ пн. ш. 93°35′20″ зх. д. / 40.39639° пн. ш. 93.58889° зх. д. (40.396329, -93.588791).  За даними Бюро перепису населення США в 2010 році місто мало площу 4,15 км², з яких 4,12 км² — суходіл та 0,03 км² — водойми.

## Демографія
Згідно з переписом 2010 року, у місті мешкало 1166 осіб у 525 домогосподарствах у складі 282 родин. Густота населення становила 281 особа/км².  Було 632 помешкання (152/км²).
Расовий склад населення:
| - 98,9 % — білих - 0,3 % — чорних або афроамериканців - 0,2 % — корінних американців - 0,2 % — азіатів |

До двох чи більше рас належало 0,2 %. Частка іспаномовних становила 0,8 % від усіх жителів.
За віковим діапазоном населення розподілялося таким чином: 24,4 % — особи молодші 18 років, 51,0 % — особи у віці 18—64 років, 24,6 % — особи у віці 65 років та старші. Медіана віку мешканця становила 40,3 року. На 100 осіб жіночої статі у місті припадало 91,1 чоловіків;  на 100 жінок у віці від 18 років та старших — 85,3 чоловіків також старших 18 років.
Середній дохід на одне домашнє господарство  становив 40 990 доларів США (медіана — 32 007), а середній дохід на одну сім'ю — 50 689 доларів (медіана — 47 734). Медіана доходів становила 39 732 долари для чоловіків та 23 750 доларів для жінок. За межею бідності перебувало 13,4 % осіб, у тому числі 12,6 % дітей у віці до 18 років та 7,1 % осіб у віці 65 років та старших.
Цивільне працевлаштоване населення становило 487 осіб. Основні галузі зайнятості: освіта, охорона здоров'я та соціальна допомога — 23,2 %, сільське господарство, лісництво, риболовля — 19,5 %, роздрібна торгівля — 11,5 %, виробництво — 9,9 %.